# Hala Krupowa

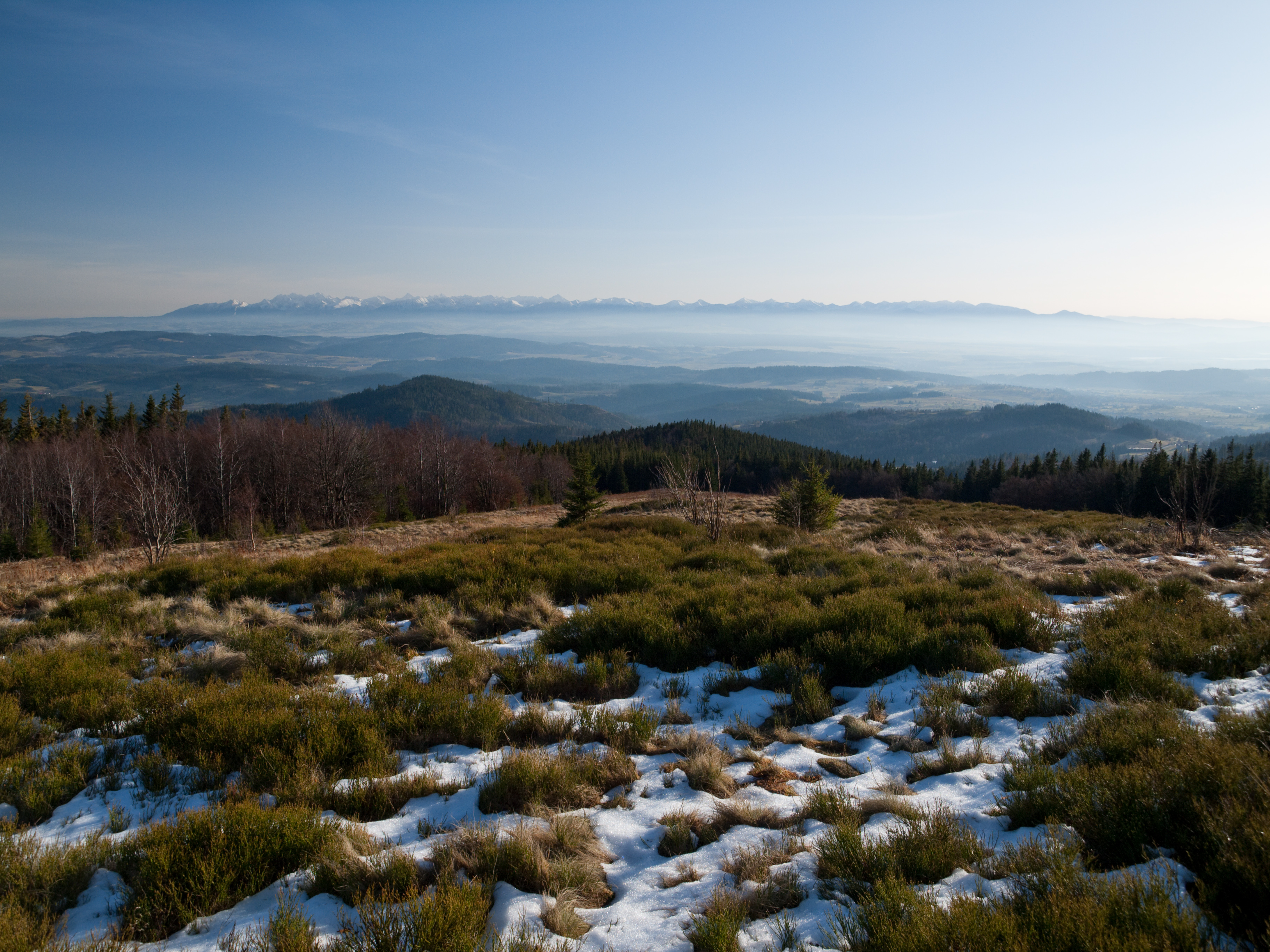
Hala Krupowa i widok na Tatry

Hala Krupowa, zwana też Halą Sidzińską – dawna hala pasterska znajdująca się na południowo-wschodnich stokach Okrąglicy w Paśmie Policy, które w regionalizacji fizycznogeograficznej Polski według Jerzego Kondrackiego zaliczane jest do Beskidu Żywieckiego, w nowszej regionalizacji z 2018 roku do Beskidu Żywiecko-Orawskiego. Na tabliczkach szlaków turystycznych i czasami w literaturze turystycznej Halą Krupową błędnie nazywa się dwie inne hale znajdujące się na pobliskiej Kucałowej Przełęczy: Halę Kucałową i halę Sidzińskie Pasionki, na której znajduje się schronisko PTTK im. Kazimierza Sosnowskiego na Hali Krupowej. Nazwa tego schroniska również jest błędna.
Hala Krupowa była wypasana aż do lat 80. XX wieku. W jej dolnej części znajduje się jeszcze szałas pasterski. Po zaprzestaniu wypasu zaczyna się na hali naturalna sukcesja wtórna, początkowym etapem której jest zarastanie polany borówczyskami. Polana jest dobrym punktem widokowym. Panorama widokowa obejmuje Gorce, Tatry, Góry Choczańskie, Kotlinę Orawską z Jeziorem Orawskim. W dole wzniesienia Beskidu Orawsko-Podhalańskiego, wśród których wyróżnia się Bukowiński Dział z masztem przekaźnika TV.
Szlaki turystyczne
 PKS Sidzina Dom Dziecka – Hala Krupowa – Kucałowa Przełęcz. Czas przejścia: 3:30 h, ↓ 2:45 h.